# Parque Nacional de Onezhskoye Pomorye
O Parque Nacional de Onezhskoye Pomorye (em russo:  Национальный парк Онежское Поморье) é um parque nacional no norte da Rússia, fica localizado na Península de Onega em Onezhsky e no Distrito de Primorsky em Oblast de Arkhangelsk. Foi fundado em 26 de fevereiro de 2013. O parque protege as florestas intocadas e as paisagens costeiras. A área do parque é 2.016,68 quilômetros quadrados (o equivalente a 778,64 milhas quadradas)

## História
A criação do parque nacional começou em 1997, no entanto, demorou até o ano de 2002 para ser aprovado os limites do terrento. Em 2003, o mesmo foi reservado para a construção de um futuro parque nacional. Em 22 de dezembro de 2011, o Governo da Federação Russa tomou a decisão de criar um parque nacional sediado na Península de Onega, graças a isso, o parque foi criado em 26 de fevereiro de 2013.

## Geografia
O parque ocupa grande parte da Península de Onega e, inclusive, algumas partes adjacentes do Mar Branco. Não existem meios de transporte para todas as estações da parte terrestre do continente. A maioria da área é coberta pela floresta. O parque possui uma variedade enorme de vegetação aquática costeira que é representada por diversas comunidades de plantas, tanto inferiores como superiores; também há diversos tipos de animais que habitam a reserva, o alce, o urso-europeu, o lobo-cinzento, e a raposa-vermelha são alguns dos vários animais que são comuns de se avistar pelo local. Também é possível ver a baleia-branca no Mar Branco. No inverno, devido as temperaturas, o mar fica congelado.

## Turismo
Apesar da distância, o parque tem conseguido atrair um número grande pessoas, todavia, para se visitar o local, é necessário uma licença, que precisa ser obtida com antecedência. A duração máxima de uma estadia no local é de dez dias, com exceção das pessoas que residem nas zonas circundantes ao parque, que podem permanecer no local por um período de até um ano.